# Miss Tiffany's Universe
Miss Tiffany's Universe és un concurs de bellesa per a les persones transsexuals que se celebra a mitjans de maig a Pattaya en el Regne de Tailàndia. S'ha dut a terme anualment des de 2004. El concurs de Miss Univers Tiffany se celebra anualment i està rebent atenció dels mitjans perquè es transmetrà en viu per la televisió nacional tailandesa amb una mitjana de 15 milions d'espectadors. El Regne de Tailàndia utilitza aquest certamen per promoure Pattaya com una ciutat turística i millorar la imatge de Pattaya a l'estranger. L'organització Miss Univers Tiffany també patrocina esdeveniments de caritat pels menys afortunats dins de la comunitat local juntament amb la Real Fundació d'afectats de VIH. L'objectiu d'aquest concurs és promoure Pattaya com a destinació turística mundial i per mostrar les platges de la badia de Pattaya.

## Titleholders
| Year | Miss Tiffany's Universe            | Provinces           | Venue                           | Host province | Entrants |
| ---- | ---------------------------------- | ------------------- | ------------------------------- | ------------- | -------- |
| 2018 | TBA                                | TBA                 | Tiffany’s Show Theatre, Pattaya | Chon Buri     | 30       |
| 2017 | Rinrada Thurapan                   | Bangkok             | Tiffany’s Show Theatre, Pattaya | Chon Buri     | 30       |
| 2016 | jiratchaya sirimongkolnawin        | Bangkok             | Tiffany’s Show Theatre, Pattaya | Chon Buri     | 30       |
| 2015 | sopida siriwattananukoon           | Nonthaburi          | Tiffany’s Show Theatre, Pattaya | Chon Buri     | 30       |
| 2014 | nitsa katrahong                    | Prachuab Khiri Khan | Tiffany’s Show Theatre, Pattaya | Chon Buri     | 30       |
| 2013 | nethnapada kanrayanon              | Samut Prakan        | Tiffany’s Show Theatre, Pattaya | Chon Buri     | 30       |
| 2012 | panvilas mongkol                   | Bangkok             | Tiffany’s Show Theatre, Pattaya | Chon Buri     | 30       |
| 2011 | sirapassorn atthayakorn            | Chiang Mai          | Tiffany’s Show Theatre, Pattaya | Chon Buri     | 30       |
| 2010 | nalada thamthanakorn               | Bangkok             | Tiffany’s Show Theatre, Pattaya | Chon Buri     | 30       |
| 2009 | sorawee nattee (resigned)          | Songkhla            | Tiffany’s Show Theatre, Pattaya | Chon Buri     | 30       |
| 2009 | wirittorn narapatpimol (successor) | Unknown             | Tiffany’s Show Theatre, Pattaya | Chon Buri     | 30       |
| 2008 | kangsadal wongdutsadeekul          | Kanchanaburi        | Tiffany’s Show Theatre, Pattaya | Chon Buri     | 30       |
| 2007 | thanyarat jiraphatpakorn           | Maha Sarakham       | Tiffany’s Show Theatre, Pattaya | Chon Buri     | 30       |
| 2006 | ratravee jirapraphakul             | Lopburi             | Tiffany’s Show Theatre, Pattaya | Chon Buri     | 30       |
| 2005 | tiptantree rujiranon               | Sing Buri           | Tiffany’s Show Theatre, Pattaya | Chon Buri     | 30       |
| 2004 | treechada petcharat                | Phang Nga           | Tiffany’s Show Theatre, Pattaya | Chon Buri     | 30       |
| 2003 | pantawan jaruwatthananukul         | Unknown             | Tiffany’s Show Theatre, Pattaya | Chon Buri     | 30       |
| 2002 | thanyaporn aunyasiri               | Unknown             | Tiffany’s Show Theatre, Pattaya | Chon Buri     | 30       |
| 2001 | piyathida sakulthai                | Unknown             | Tiffany’s Show Theatre, Pattaya | Chon Buri     | 30       |
| 2000 | chanya moranon                     | Unknown             | Tiffany’s Show Theatre, Pattaya | Chon Buri     | 30       |
| 1999 | phatreeya siri-ngamwong            | Nakhon Si Thammarat | Tiffany’s Show Theatre, Pattaya | Chon Buri     | 30       |
| 1998 | thanakorn wongprasert              | Unknown             | Tiffany’s Show Theatre, Pattaya | Chon Buri     | 30       |
| 1984 | perada ratchadakorn                | Unknown             | Tiffany’s Show Theatre, Pattaya | Chon Buri     | 30       |

### By number of provinces
| Provinces           | Titles | Winning Years                       |
| ------------------- | ------ | ----------------------------------- |
| Bangkok             | 3      | 2010, 2012, 2016                    |
| Roi Et              | 1      | 2017                                |
| Nonthaburi          | 1      | 2015                                |
| Prachuap Khiri Khan | 1      | 2014                                |
| Samut Prakan        | 1      | 2013                                |
| Chiang Mai          | 1      | 2011                                |
| Songkhla            | 1      | 2009                                |
| Kanchanaburi        | 1      | 2008                                |
| Maha Sarakham       | 1      | 2007                                |
| Lopburi             | 1      | 2006                                |
| Sing Buri           | 1      | 2005                                |
| Phang Nga           | 1      | 2004                                |
| Nakhon Si Thammarat | 1      | 1999                                |
| Unknown             | 6      | 1998, 2000, 2001, 2002, 2003, 2009* |

### By Geographical regions
| Regions              | titles | Best Performance                                    |
| -------------------- | ------ | --------------------------------------------------- |
| Bangkok Metropolitan | 4      | Bangkok (3), Samut Prakan (1), Nonthaburi (1)       |
| Southern             | 3      | Songkhla (1), Phang Nga (1), Nakhon Si Thammarat(1) |
| Central              | 2      | Sing Buri(1), Lopburi(1)                            |
| Western              | 2      | Kanchanaburi (1), Prachuap Khiri Khan (1)           |
| Northeastern         | 2      | Maha Sarakham (1), Roi Et (1)                       |
| Northern             | 1      | Chiang Mai (1)                                      |
| Eastern              | 0      |                                                     |
| Unknown              | 6      |                                                     |

## Representatives at Miss International Queen
Color key
- Declared as Winner
- Ended as Runner-up
- Ended as one of the top Semi-Finalists

| Year    | Miss Tiffany's Universe     | Hometown            | Placement                     | Special awards and Continental Queen     |
| ------- | --------------------------- | ------------------- | ----------------------------- | ---------------------------------------- |
| 2017    | Rinrada Thurapan            | Roi Et              | 2nd Runner-up                 |                                          |
| 2016    | Jiratchaya Sirimongkolnawin | Bangkok             | Miss International Queen 2016 | Miss Ripleys Popular World               |
| 2015    | sopida siriwattananukoon    | Nonthaburi          | 2nd Runner-up                 | Miss Photogenic                          |
| 2014    | Nitsa Katrahong             | Prachuab Khiri Khan | 1st Runner-up                 | Miss Photogenic, Best National Costume   |
| 2013    | Nethnapada Kanrayanon       | Samut Prakan        | 2nd Runner-up                 | Miss Photogenic                          |
| 2012    | Panvilas Mongkol            | Bangkok             | 2nd Runner-up                 |                                          |
| 2011    | Sirapassorn Atthayakorn     | Chiang Mai          | Miss International Queen 2011 | Miss Perfect Skin By Asoke Skin Hospital |
| 2010    | Nalada Thamthanakorn        | Bangkok             | Top 10 Semi-Finalist          | Best Evening Gown                        |
| 2008-09 | Sorawee Nattee              | Songkhla            | Top 10 Semi-Finalist          | Best National Costume                    |
| 2008-09 | Kangsadal Wongdutsadeekul   | Kanchanaburi        | 1st Runner-up                 | Miss Photogenic                          |
| 2007    | Thanyarat Jiraphatpakorn    | Maha Sarakham       | Miss International Queen 2007 |                                          |
| 2006    | Ratravee Jirapraphakul      | Lopburi             | 2nd Runner-up                 |                                          |
| 2005    | Tiptantree Rujiranon        | Sing Buri           | 2nd Runner-up                 |                                          |
| 2004    | Treechada Petcharat         | Phang Nga           | Miss International Queen 2004 | Best Swimwear                            |

## Past
Color key
- Declared as Winner
- Ended as Runner-up
- Ended as one of the top Semi-Finalists

### Miss Queen of the Universe Queen
| Year | Miss Tiffany's Universe    | Hometown            | Placement                       | Special awards and Continental Queen |
| ---- | -------------------------- | ------------------- | ------------------------------- | ------------------------------------ |
| 2003 | Pantawan Jaruwatthananukul | Unknown             |                                 |                                      |
| 2002 | Thanyaporn Aunyasiri       | Unknown             | Miss Queen of the Universe 2002 | Miss Congeniality                    |
| 2001 | Piyathida Sakulthai        | Unknown             |                                 |                                      |
| 2000 | Chanya Moranon             | Unknown             | Miss Queen of the Universe 2000 | Best National Costume                |
| 1999 | Phatreeya Siri-ngamwong    | Nakhon Si Thammarat | Miss Queen of the Universe 1999 | Best Evening Gown                    |
| 1998 | Thanakorn Wongprasert      | Unknown             |                                 |                                      |